# Odontonotacris
Odontonotacris is een geslacht van rechtvleugeligen uit de familie veldsprinkhanen (Acrididae). De wetenschappelijke naam van dit geslacht is voor het eerst geldig gepubliceerd in 1978 door Descamps.

## Soorten
Het geslacht Odontonotacris  is monotypisch en omvat slechts de volgende soort:
- Odontonotacris mimetica (Descamps, 1978)